# Broken Home
Broken Home è il secondo singolo dei Papa Roach dall'album Infest del 2000. Fu pubblicato per la prima volta come singolo il 30 gennaio 2001.

## Descrizione
Il testo parla dei problemi vissuti dal cantante del gruppo durante l'infanzia: i suoi genitori divorziarono quando aveva solo 6 anni.

## Video musicale
Il video della canzone, diretto da Marcos Siega, è stato girato in un set simile alla casa dove il cantante trascorse l'infanzia, in alcune scene vengono mostrati episodi dove suo padre violenta la madre oppure si ubriaca e viene arrestato. In altre scene vi sono i componenti del gruppo che suonano la canzone nel salotto dell'abitazione e che verso la fine del brano distruggono alcuni quadri e gli strumenti musicali.

## Tracce
CD Maxi
1. Broken Home (Album Version) – 3:41
2. Broken Home (Revised Version) – 3:28
3. Last Resort (Album Version) – 3:19

CD Single
1. Broken Home (Album Version) – 3:45
2. Broken Home (Radio Version) – 3:30
3. Never Enough (Live) – 3:29
4. Broken Home (Enhanced Video)

## Formazione
- Jacoby Shaddix – voce
- Jerry Horton – chitarra
- Tobin Esperance – basso
- Dave Buckner – batteria

## Classifiche
| Classifica (2001)         | Posizione massima |
| ------------------------- | ----------------- |
| Austria                   | 42                |
| Germania                  | 34                |
| Stati Uniti (Alternative) | 9                 |
| Stati Uniti (Mainstream)  | 18                |
| Svizzera                  | 96                |